# Iridomyrmex agilis
Iridomyrmex agilis é uma espécie de formiga do gênero Iridomyrmex.